# Heuwiese
Heuwiese est une île allemande inhabitée située en Mecklembourg-Poméranie-Occidentale à 2 km à l’ouest de Rügen.
Heuwiese a une surface de 40 ha environ et ne s’élève que d’un mètre au-dessus du niveau de la mer. 